# BMW N57
La sigla BMW N57 identifica una famiglia di motori diesel con frazionamento a 6 cilindri in linea e di 3 litri di cilindrata, prodotti per uso automobilistico dal settembre 2008 al settembre 2020 dalla casa automobilistica tedesca BMW.

## Caratteristiche

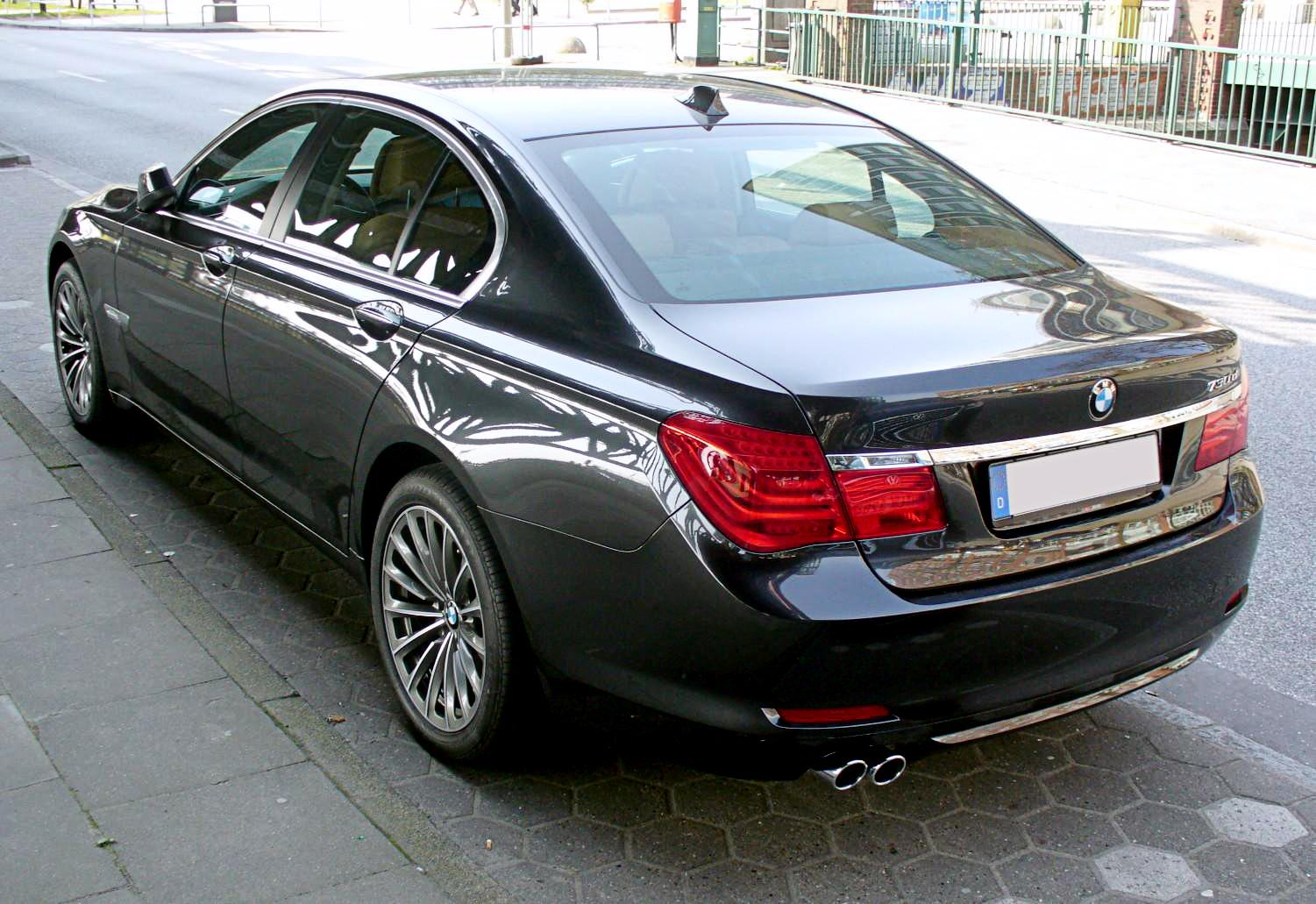
Anche le Serie 7 F01/F02 montano i 3 litri turbodiesel N57

Questo motore nasce prendendo come criterio di impostazione di base il 3 litri turbodiesel M57TU2D30. Con quest'ultimo condivide non solo l'architettura a 6 cilindri in linea, ma anche le caratteristiche dimensionali. Si ritrovano quindi le stesse misure di alesaggio e corsa, pari a 84x90 mm, e perciò anche la stessa cilindrata, pari a 2993 cm³.
Le novità stanno innanzitutto nei materiali utilizzati: il motore N57 è infatti completamente in lega di alluminio. In più la sovralimentazione, come nei modelli più evoluti della precedente serie, è a geometria variabile, il che annulla il fenomeno del turbo-lag e permette di ottenere una risposta più pronta rispetto ad un analogo propulsore con sovralimentazione a geometria fissa. Inoltre lo stesso sistema di alimentazione è stato ottimizzato, grazie ad un sistema common rail con iniettori piezoelettrici, ed introducendo una tecnica di iniezione a carica stratificata, il che permette una migliore combustione all'interno della camera di combustione, con meno sprechi e quindi con maggior rendimento. Queste tecniche, consentendo un miglior rendimento termico, fanno sì che a fronte di un innalzamento delle prestazioni pari a circa il 10%, si ottenga un calo dei consumi del 7%.
Il motore N57 rispetta le normative Euro 5, ma i modelli su cui viene montato offrono in opzione la possibilità di avere anche il pacchetto Blue Performance, che consente di abbattere ulteriormente le emissioni inquinanti e di rispondere con largo anticipo alla normativa Euro 6, in vigore a partire dal 2014. Tale pacchetto consiste nell'affiancare al catalizzatore ed al filtro antiparticolato, già di serie, un secondo catalizzatore supplementare per la raccolta degli ossidi d'azoto.
La famiglia N57 è composta da quattro motori, differenti tra loro essenzialmente per il tipo di sovralimentazione e naturalmente per le prestazioni che sono in grado di offrire.

### N57D30O0
È stata la prima versione ad essere introdotta: essa rappresenta una motorizzazione di alto grado di raffinatezza, specialmente al momento del suo esordio. Oltre alle caratteristiche già menzionate, comuni alle due motorizzazione N57, questo propulsore è caratterizzato anche dalla pressione di alimentazione pari a 1800 bar, tipica dei sistemi common rail di terza generazione, da un rapporto di compressione pari a 16.5:1 e da una potenza massima di 245 CV a 4000 giri/min, con un picco di coppia motrice di 540 Nm tra 1750 e 3000 giri/min.
Il motore N57D30O0 è stato montato su:
- BMW 330d E90/E91 (2008-12);
- BMW 330d Coupé E92 (2009-12);
- BMW 530d F10 (03/2010-09/2011);
- BMW 530d GT F07 (2009-12);
- BMW 730d F01/F02 (2008-12);
- BMW X5 E70 xDrive30d (06/2010-07/2013);
- BMW X6 xDrive30d E71 (04/2010-11/2014).

### N57D30U0
È la versione di base, quella meno prestazionale, anche se non è stata quella introdotta per prima. La sua potenza massima raggiunge 204 CV a 3750 o 4000 giri/min, mentre la coppia motrice raggiunge il suo picco di 430 o 450 Nm, in dipendenza della vettura su cui viene montato, in un range compreso tra 1750 e 2500 giri/min. Questa versione viene montata su:
- BMW 325d E90/E91 (05/2010-06/2012);
- BMW 325d E92/E93 (05/2010-08/2013);
- BMW 525d F10 (03/2010-09/2011).

### N57D30O1
A partire dal marzo del 2011, il motore N57D30O0 è stato aggiornato e rivisto, mutando anche la sua denominazione in N57D30O1 e la sua potenza è stata portata a 258 CV a 4000 giri/min, mentre la coppia massima raggiunge i 560 Nm in un range compreso tra 2000 e 2750 giri/min. Il rapporto di compressione è rimasto immutato a 16.5:1. In questa nuova configurazione, il motore N57D30O1 ha trovato applicazione sotto il cofano di:
- BMW 330d F30/F31/F34 (07/2012-09/2020);
- BMW 430d/430d xDrive (02/2014-09/2020);
- BMW 530d F10/F11 (10/2011-01/2017);
- BMW 530d GT F07 (06/2012-05/2017);
- BMW 730d F01/F02 (07/2012-07/2015);
- BMW X3 xDrive30d F25 (03/2011-08/2017);
- BMW X4 xDrive30d 258cv (07/2014-03/2018);
- BMW X5 xDrive30d F15 (07/2013-06/2018);
- BMW X6 xDrive30d F16 258cv (11/2014-07/2019).

Nel novembre 2015 è stata creata una variante leggermente depotenziata di questo motore, in cui la potenza massima si ferma a 249 CV, mentre la coppia massima rimane invariata. Tale variante è prevista solo per il mercato italiano ed è stata montata, in affiancamento alla normale variante da 258 CV, sotto il cofano dei seguenti modelli:
- BMW 530d F10 (11/2015-01/2017);
- BMW X3 xDrive30d F25 (11/2015-08/2017);
- BMW X4 xDrive30d 249cv (12/2015-03/2018, solo per il mercato italiano);
- BMW X5 xDrive30d F15 (11/2015-06/2018);
- BMW X6 xDrive30d F16 249cv (12/2015-07/2019, solo per il mercato italiano).

### N57D30T0
Introdotta nel 2009, questa motorizzazione è dotata di doppia sovralimentazione (due turbocompressori) e di ulteriori accorgimenti, come l'adozione del sistema common rail di quarta generazione e la pressione di alimentazione innalzata a 2000 bar. Grazie a tali soluzioni la potenza sale a 306 CV a 4400 giri/min, mentre la coppia massima raggiunge un massimo di 600 N·m pressoché costanti tra 1500 e 2500 giri/min. Si tratta di dati rilevanti per un 3 litri turbodiesel, fino a pochi anni prima appannaggio di cilindrate ben più alte.
Il motore N57D30T0 viene montato su:
- BMW 740d F01/F02 (2009-12);
- BMW X6 xDrive40d E71 (04/2010-11/2014);
- BMW X5 xDrive40d E70 (06/2010-06/2013).

Dal mese di aprile del 2010, la motorizzazione da 306 CV precedentemente descritta (la N57D30TOP, per intenderci) è stata proposta in una variante leggermente meno potente, ma comunque forte di ben 299 CV a 4400 giri/min, con coppia massima invariata a 600 Nm tra 1500 e 2500 giri/min. Tale variante è stata montata su:
- BMW 535d F10 (03/2010-10/2011);
- BMW 535d GT (2010-12).

### N57D30T1
Nel 2011, questa variante è stata proposta anche con potenza innalzata a 313 CV a 4400 giri/min, mentre al coppia è salita a 630 Nm in un arco di giri compreso tra 1500 e 2500 giri/min. Questa nuova variante, codificata come N57D30T1 viene montata su:
- BMW 335d xDrive F30/F31/F34 (07/2013-05/2019);
- BMW 435d xDrive (02/2014-09/2020);
- BMW 535d F10/F11 (09/2011-01/2017);
- BMW 535d GT F07 (06/2012-05/2017);
- BMW 640d Coupé e Cabriolet (09/2011-09/2018);
- BMW 640d Gran Coupé F06 (03/2012-09/2018);
- BMW 740d F01/F02 (07/2012-07/2015);
- BMW X3 xDrive35d F25 (09/2011-08/2017);
- BMW X4 xDrive35d F26 (07/2014-03/2018);
- BMW X5 xDrive40d F15 (04/2014-06/2018);
- BMW X6 xDrive40d F16 (02/2015/07/2019).

### N57S o N57D30 Tri-turbo
Alla fine dell'inverno 2012 la famiglia N57 si è arricchita di una nuova rilevante versione. Si tratta di uno dei motori automobilistici più rivoluzionari in assoluto, poiché per primo introduce la tripla sovralimentazione su di un motore destinato ad una vettura di serie. In questo caso si parla di tri-turbo diesel. Il 3 litri tri-turbo diesel BMW si avvale di tre turbocompressori, due di dimensioni minori a geometria variabile ed uno di dimensioni maggiori a geometria fissa. I tre turbocompressori funzionano in maniera sequenziale: al minimo è attiva una delle due turbine a geometria variabile, mentre a 1500 giri/min entra in gioco la turbina a geometria fissa e a 2750 giri/min è la volta della seconda turbina a geometria variabile. Salendo di regime, le tre turbine si mettono a funzionare in contemporanea. Riguardo al sistema di alimentazione, esso si avvale della tecnologia common rail, con pressione portata a 2.200 bar. Le prestazioni ottenute sono notevolissime per un diesel: la potenza massima dichiarata è di 381 CV tra 4000 e 4500 giri/min, mentre la coppia massima è di 740 Nm fra 2000 e 3000 giri/min. Per permettere a questo motore di resistere a tali enormi sollecitazioni, è stato necessario adottare nuove misure di sicurezza, come una vite di serraggio supplementare per la testata ed i cuscinetti di banco; per permettere alla vettura di sfruttare a fondo ed in sicurezza tutto ciò, si è ricorso esclusivamente alla trazione integrale. È stata inoltre utilizzata una nuova tecnica di fusione della lega di alluminio, tecnica denominata HIPen, che impedisce la formazione di micropori nella struttura, ed infine sono stati utilizzati nuovi pistoni e nuove bielle dalle caratteristiche migliori, in grado cioè di resistere a sollecitazioni superiori. 
Questo motore viene montato su:
- BMW M550d xDrive F10 ed F11 (04/2011-01/2017);
- BMW X5 M50d xDrive E70 (2012-13);
- BMW X5 M50d xDrive F15 (07/2013-06/2018);
- BMW X6 M50d xDrive E71 (07/2012-11/2014);
- BMW X6 M50d xDrive F16 (11/2014-07/2019);
- BMW 750d xDrive F01/F02 (07/2012-07/2015).